# Mercator-Orteliushuis

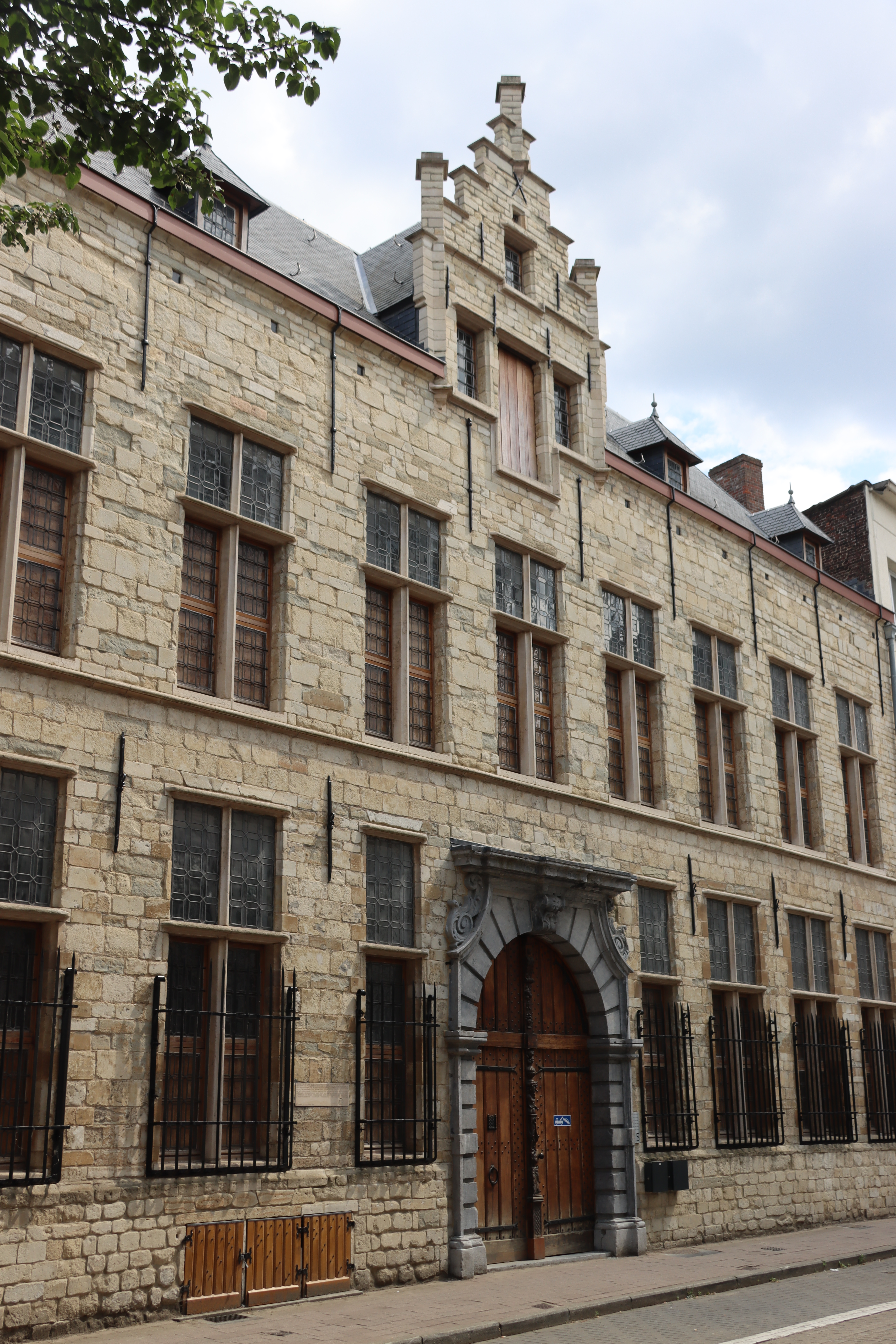
Het Mercator-Orteliushuis in 2025, na restauratie

Het Mercator-Orteliushuis is een historisch gebouw in Antwerpen. Het bouwwerk bevindt zich in de Kloosterstraat.

## Geschiedenis
Het Mercator-Orteliushuis is genoemd naar de Antwerpse cartograaf en geograaf Abraham Ortelius. Hij zou hier gewoond hebben, maar woonde in werkelijkheid in een nabijgelegen pand dat ondertussen gesloopt is. Het gebouw is in de 16e eeuw gebouwd en had drie vleugels rondom een binnenplaats, maar in 1698 werd er nog een vierde vleugel bijgebouwd in barokstijl naar plannen van Hendrik Frans Verbrugghen.
In 1943 werd het intussen vervallen gebouw gekocht door de Vereniging van Historische Woonsteden en op 8 februari 1946 werd het bij Koninklijk Besluit beschermd. Het pand werd in 1950 geschonken aan de Stad Antwerpen, waarna het in 1952 tot 1953 werd gerestaureerd door architect Frank Blockx. Tot eind 2010 zat de archeologische dienst van de stad Antwerpen in het gebouw. Nadien werd het verhuurd aan uitgeverij Het Bronzen Huis.
In 1970 vond ook nog de restauratie plaats van de gevels aan de binnenplaats en de achterbouw onder leiding van ingenieur-architect Roger Verdun. Tussen 2021 en 2024 werd het gebouw opnieuw gerestaureerd en omgebouwd tot multifunctioneel gebouw. 
1. ↑  Het Laatste Nieuws